# Coniolo
Coniolo (piemontesisch Conieu) ist eine Gemeinde in der italienischen Provinz Alessandria (AL), Region Piemont.

## Lage und Einwohner
Coniolo liegt knapp 40 km nordwestlich von der Provinzhauptstadt Alessandria entfernt, nahe des Po. Das Gemeindegebiet umfasst eine Fläche von 10 km² und hat 435 (Stand 31. Dezember 2023) Einwohner.
Die Nachbargemeinden sind Casale Monferrato, Morano sul Po und Pontestura.

## Geschichte

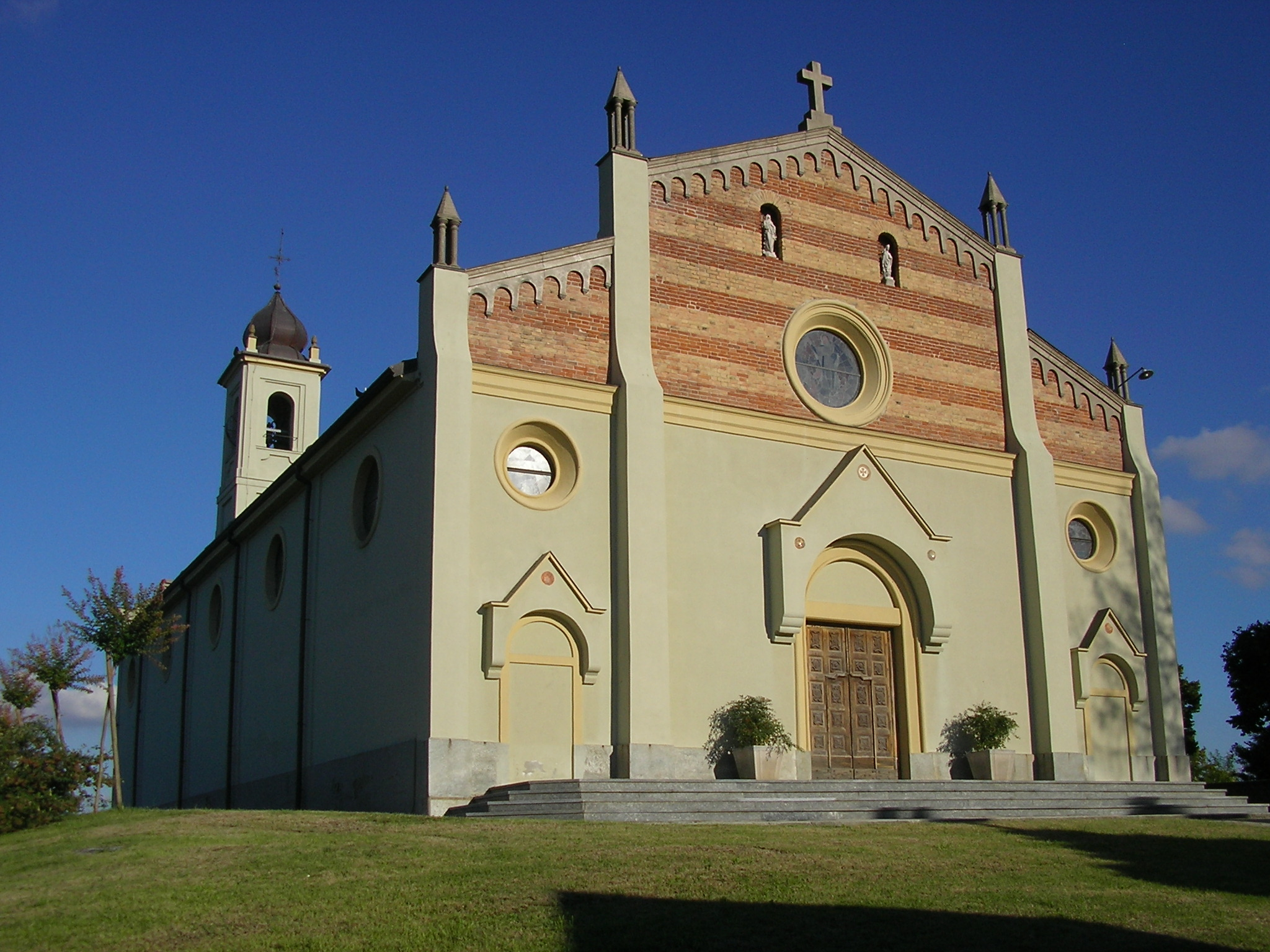
Pfarrkirche von Coniolo

Seine Lage in einer Ecke, die durch den Zusammenfluss zweier Wasserläufe entsteht, rechtfertigt den Ortsnamen, der mit „Cunneolus“ verbunden ist, einer Verkleinerungsform von CUNEUS, „Landpunkt zwischen zwei Flüssen“, von dem „Cuniolus“ abstammt und seit 1118 bezeugt ist. Aus dem Jahr 1192 stammt die „Coniol“-Form, das Ergebnis des Weglassens des letzten unbetonten Vokals. Unter den Varianten erwähnen wir „Cuniolus“ und „Coniolus“ sowie die Form „Cuniola“, deren Entstehung durch das Vorhandensein zweier städtischer Ballungsräume mit demselben Namen gerechtfertigt ist. Einer oben und der andere unten. Der Wert des Toponyms wird daher „kleiner Landstreifen zwischen zwei Flüssen“ sein.
Es gibt nur wenige historische Informationen zu seinen frühen Ereignissen. Seine Ursprünge reichen bis ins Mittelalter zurück. Es war zusammen mit Casale Monferrato und Pontestura ein feudaler Besitz der Markgrafen von Monferrato, deren Ereignisse im Laufe der Jahrhunderte verfolgt wurden. Um 1860 wird entdeckt, dass es hier viel Mergel hat, ein Mineral, das sich besonders für die Herstellung von Zement eignet. In kurzer Zeit verwandelten sich die ersten rudimentären Ausgrabungen in eine gewaltige Bohraktion. Die Mergelsteinbrüche zogen verschiedene Unternehmer an und brachten viele Arbeiter unter die Erde, leider unter alles andere als angenehmen Bedingungen. Trotz der Anordnung einer Pufferzone zur Gewährleistung der Sicherheit des Gebiets gehen die Ausgrabungen weit über die genehmigten Grenzen hinaus. So zeigten sich Ende des 19. Jahrhunderts die ersten Anzeichen der bevorstehenden Katastrophe. Immer tiefere und häufigere Risse traten in den Häusern auf, die sich bald vergrößerten und zu Einstürzen führten, von denen einige auch die Stadtkirche betrafen. Zu diesem Zeitpunkt war die Situation zu ernst, um weiterhin vertuscht und ignoriert zu werden. So waren 1922 alle 84 Häuser von Coniolo Basso, die Kirche und das Schloss endgültig verlassen und weiter oben wieder aufgebaut. Jedes mögliche Element wird zurückgewonnen. Die Ziegel der Häuser, die Einrichtungsgegenstände, die Türen und die Fliesen, alles wird wiederverwendet. Der Bergbau wurde jedoch bis in die 1960er Jahre fortgesetzt. Im Ethnografische Bergbaumuseum wird die gesamte Geschichte dieser katastrophalen Wirtschaftstätigkeit aufgezeigt, die Coniolo Basso Antico sowohl ernährte als auch ruinierte.
Im Jahr 1928 wurde es auf Beschluss der faschistischen Regierung aufgelöst und in die Zuständigkeit der nahegelegenen Gemeinde Pontestura eingegliedert. Im Jahr 1948 erlangte es seine volle Autonomie zurück.
Zu den Zeugnissen von größtem historisch-architektonischen Wert zählen die Pfarrkirche Assunta e Sant'Eusebio aus dem 17. Jahrhundert, die im 19. Jahrhundert renoviert wurde, und einige Ruinen der befestigten Mauern einer alten Burg.

## Kulinarische Spezialitäten
Bei Coniolo werden Reben der Sorte Barbera für den Barbera d’Asti, einen Rotwein mit DOCG Status angebaut.